# Yvonne Timm
Yvonne Timm es una deportista alemana que compitió en taekwondo. Ganó una medalla de bronce en el Campeonato Europeo de Taekwondo de 2002 en la categoría de –67 kg.

## Palmarés internacional
| Campeonato Europeo | Campeonato Europeo | Campeonato Europeo | Campeonato Europeo |
| Año                | Lugar              | Medalla            | Categoría          |
| ------------------ | ------------------ | ------------------ | ------------------ |
| 2002               | Samsun (Turquía)   | Medalla de bronce  | –67 kg             |